# Kenomagnathus

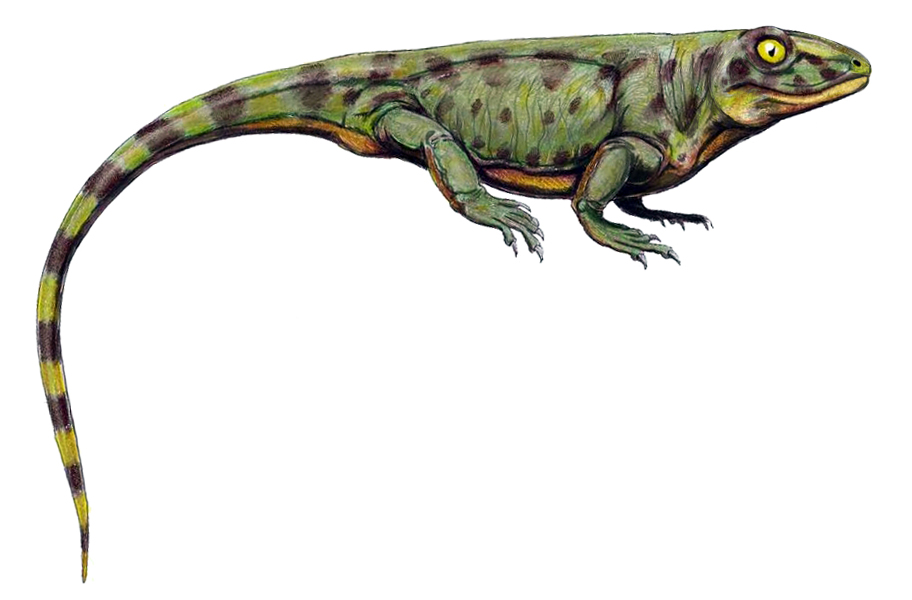
реставрація

Kenomagnathus — рід синапсидів, що належать до Sphenacodontia, які мешкали під час Пенсильванського підперіоду карбону на території сучасного Гарнетта, штат Канзас, США. Він містить один вид, Kenomagnathus scottae, на основі зразка, що складається з верхньої щелепи та слізної кістки черепа, який був занесений у каталог як ROM 43608 і спочатку класифікований як належний до "Haptodus" garnettensis. Фредерік Спіндлер назвав його новим родом у 2020 році.
Серед близьких родичів кеномагнатуса можна виділити по високій морді, судячи по верхньощелепної і особливо слізної. Виступ у передній частині слізного отвору сформував би значну частину задньої межі кісткових ніздрів. У "H." garnettensis, слізна раковина все ще займала межу, але з вузькою проекцією. Знизу виступ вгору на передній частині верхньої щелепи також мав би сприяти межі ніздрів, але кут цього виступу відрізнявся від «H». garnettensis. Висота слізної раковини, яка межує з передньою частиною очниці, також свідчить про те, що у Кеномагната були великі очі.